# Ервеник (Златар Бистрица)
Ервеник је насељено место у општини Златар Бистрица, Крапинско-загорска жупанија, Хрватска.

## Историја
До територијалне реорганизације у Хрватској био је у саставу старе општине Златар Бистрица. Насеље је настало новом територијалном организацијом у Хрватској. Бивше насеље Ервеник Златарски подељено је 2001. између града Златара и општине Златар Бистрица.

## Становништво
У попису становништва из 2011. године, Ервеник је имао 113 становника.
| Број становника према пописима | Број становника према пописима | Број становника према пописима | Број становника према пописима | Број становника према пописима | Број становника према пописима | Број становника према пописима | Број становника према пописима | Број становника према пописима | Број становника према пописима | Број становника према пописима | Број становника према пописима | Број становника према пописима | Број становника према пописима | Број становника према пописима | Број становника према пописима |
| ------------------------------ | ------------------------------ | ------------------------------ | ------------------------------ | ------------------------------ | ------------------------------ | ------------------------------ | ------------------------------ | ------------------------------ | ------------------------------ | ------------------------------ | ------------------------------ | ------------------------------ | ------------------------------ | ------------------------------ | ------------------------------ |
| 1857                           | 1869                           | 1880                           | 1890                           | 1900                           | 1910                           | 1921                           | 1931                           | 1948                           | 1953                           | 1961                           | 1971                           | 1981                           | 1991                           | 2001                           | 2011                           |
| 0                              | 0                              | 0                              | 0                              | 0                              | 0                              | 0                              | 0                              | 0                              | 0                              | 0                              | 0                              | 0                              | 0                              | 132                            | 113                            |

Напомена: Године 2001. Настао је поделом насеља Ервеник Златарски између града Златара и општине Златар Бистрица. Од 1857. до 1991. Подаци су садржани у насељу Ервеник Златарски (Златар). До 2021. године, исказивано под именом Ервеник Златарски.